# Marian Cozma
Marian Cozma (Bukurešt, 8. rujna 1982. – Veszprém, 8. veljače 2009.) je bivši rumunjski rukometni reprezentativac i član mađarskog rukometnog kluba MKB Veszprém KC. Igrao je na poziciji pivota.
Marian je u razdoblju od 2002. do 2006. godine igrao za bukureštanski Dinamo, odakle prelazi u Veszprem. Za reprezentaciju Rumunjske igrao je od 2002. do 2009. godine, i u 60 nastupa postigao 115 golova.
Tragično je stradao na proslavi rođendana sina klupskog kolege Gergőa Iváncsika u lokalnoj diskoteci. Dio je mađarskih medija za ubojstvo optužio skupinu od 30-ak Roma i da su mu zadali smrtonosni ubod nožem u predjelu srca. Pri tome su i teško ranili hrvatskog rukometnog reprezentativca Ivana Pešića te srpskog rukometnog reprezentativca Žarka Šešuma.